# Cystidiodendron fimbriatum
Cystidiodendron fimbriatum är en svampart som beskrevs av Rick 1943. Cystidiodendron fimbriatum ingår i släktet Cystidiodendron och familjen Hydnaceae.   Inga underarter finns listade i Catalogue of Life.